# Nivelle
 Nivelle  es una comuna y población de Francia, en la región de Norte-Paso de Calais, departamento de Norte, en el distrito de Valenciennes y cantón de Saint-Amand-les-Eaux Orilla Izquierda.
Su población en el censo de 1999 era de 1.023 habitantes. Forma parte de la aglomeración urbana de Valenciennes.
Está integrada en la Communauté d'agglomération de la Porte du Hainaut.

## Demografía
| 1037 | 993 | 978 | 1011 | 1230 | 1187 |
| Para los censos de 1962 a 1999 la población legal corresponde a la población sin duplicidades (Fuente: INSEE [Consultar]) |     |     |      |      |      |